# گلشن‌آباد، راولپندی
گلشن‌آباد (به انگلیسی: Gulshanabad) یک منطقهٔ مسکونی در پاکستان است که در پنجاب واقع شده‌است.